# Änne Troester
Änne Troester (* 8. Dezember 1966 in Offenbach am Main) ist eine deutsche Dialogbuchautorin. 

## Leben
Sie lebte in Deutschland, Österreich und den USA, bevor sie in Frankfurt/Main Abitur machte. Sie studierte in Frankfurt, dann mit einem DAAD-Vollstipendium an der University of Illinois Urbana/Champaign, und an der Universität Leipzig Amerikanistik, BWL, Anglistik, und Theater-, Film- und Fernsehwissenschaften. In Leipzig promovierte sie 2003 mit einer Arbeit über die Romane von Paul Auster. Troester verfasste neben einigen Romanübersetzungen vom Englischen ins Deutsche (unter anderem die Radsport-Krimis von Greg Moody und das ausführliche Vorwort zu einer Neuübersetzung von “Der Zauberer von Oz”) auch eine Reihe von wissenschaftlichen Publikationen, u. a. zu amerikanischer Popkultur in Deutschland. Troester lebt in Berlin.

## Synchron
Von 1996 bis 2002 war sie als Synchron-Übersetzerin tätig, seit 2002 arbeitet sie als Dialogbuchautorin und Supervisorin, wo sie unter anderem maßgeblich an den deutschen Synchronfassungen zu Serien wie Peaky Blinders, Shadow and Bone, Grey’s Anatomy oder Extras beteiligt war. Ebenso verfasste sie die deutschen Dialogbücher zu Star Trek Beyond und Thor - The Dark Kingdom. 2009 gewann „Extras“ mit ihren Dialogbüchern den Deutschen Synchronpreis für beste Serie. Als Supervisorin betreute sie unter anderem zusammen mit Jody Toll „The Emoji Movie“ und „The Grinch“. 2023 und 2024 hielt sie bei den Konferenzen Languages and the Media und ITS! London Keynotes zum Thema Synchron. 
Sie ist Mitglied im Synchronverband - Die Gilde, wo sie sich für die Themen Ausbildung und Diversity engagiert und seit 2021 im Vorstand tätig ist. 

## Werke als Dialogbuchautorin (Auswahl)
Filme
- 2022: The Woman King
- 2020: Tyler Rake: Extraction
- 2016: Star Trek Beyond
- 2016: Zoolander 2

Serien
- 2021: Shadow and Bone
- 2020: Avenue 5
- 2013 – 2022: Peaky Blinders
- 1999 – 2004: Angel - Jäger der Finsternis
- 2001 – 2003: The Office (UK)
- 2005: Grey’s Anatomy